# Großer Preis von Portugal 1996
Der Große Preis von Portugal 1996 (offiziell XXV Grande Prémio de Portugal) fand am 22. September auf dem Circuito do Estoril in Estoril statt und war das 15. Rennen der Formel-1-Weltmeisterschaft 1996.

## Berichte

### Hintergründe
Nach dem Großen Preis von Italien führte Damon Hill in der Fahrerwertung mit 13 Punkten vor Jacques Villeneuve und mit 32 Punkten vor Michael Schumacher. Somit hatten vor den letzten beiden Rennen nur noch Hill und Villeneuve die Chance auf den Fahrertitel. In der Konstrukteurswertung stand Williams-Renault nach dem Großen Preis von Ungarn als Weltmeister fest. Sie führten uneinholbar mit 88 Punkten vor Benetton-Renault und mit 91 Punkten vor Ferrari.
Der Große Preis von Portugal sollte erst 2020 wieder ausgetragen werden, aber dieses Rennen fand im Gegensatz zu Estoril an einem neuen Austragungsort auf dem Autódromo Internacional do Algarve statt.
Für Giovanni Lavaggi war es das siebte und letzte Formel-1-Rennen.
Mit David Coulthard, Hil, Schumacher und Gerhard Berger (jeweils einmal) traten vier ehemalige Sieger zu diesem Grand Prix an.

### Training
Vor dem Rennen fanden zwei Trainingseinheiten statt: Die erste am Freitagmorgen und die zweite am Samstagmorgen.
Im ersten freien Training am Freitag erzielte Schumacher mit einer Zeit von 1:23,554 Minuten die Bestzeit vor Hill und Ukyō Katayama im Tyrrell.
Am Samstag, dem zweiten freien Training konnte sich Schumacher erneut die schnellste Runde sichern, gefolgt von Hill und Villeneuve.

### Qualifying
Hill sicherte sich mit einer Zeit von 1:20,330 Minuten seine neunte Pole-Position der Saison vor Villeneuve und Jean Alesi im Benetton. Für Hill war es die insgesamt 20. und gleichzeitig letzte Pole-Position seiner Karriere.

### Warm Up
Die Fahrer gingen am Sonntagmorgen zu einer 30-minütigen Aufwärmsitzung auf die Strecke. Im Warm Up sicherte sich erneut Schumacher die Bestzeit vor Villeneuve und Mika Häkkinen.

### Rennen
Hill erwischte einen guten Start, während sein Teamkollege Villeneuve von Alesi und Schumacher überholt wurde. Alesi versuchte dann Hill beim Anbremsen der ersten Kurve zu überholen, wurde aber mit einem entscheidenden Manöver vom Engländer zurückgehalten und musste sich mit dem zweiten Platz begnügen. Hill begann sofort einen ordentlichen Vorsprung auf seine Verfolger herauszufahren, während sein Teamkollege Schumacher folgte, ohne ihn zu überholen.
In Runde 16 wurde der Deutsche in der schnellen Kurve vor der Hauptgeraden vom Minardi des überrundeten Lavaggi ausgebremst. Villeneuve griff ihn von außen an und überholte ihn mit einem äußerst spektakulären Manöver. Kurz darauf begann die erste Auftankserie, bei der der Kanadier Alesi überhole konnte. Alesi, der sich vorgenommen hatte, zwei Boxenstopps einzulegen (gegen die Drei-Stopp-Strategie seiner Gegner), verlor ebenfalls eine Position gegenüber Schumacher und landete auf dem vierten Platz.

An diesem Punkt begann dann Villeneuve Boden gegenüber Hill gutzumachen, gebremst allerdings durch einige Überrundungen und ein Kupplungsproblem. Am Ende der zweiten Boxenstoppserie lag der Kanadier nun ganz nah an hinter Hill. Die dritte Auftankserie erwies sich daher als entscheidend: Hill wurde von seinem Teamkollegen überholt und dieser musste sich mit dem zweiten Platz vor Schumacher, Alesi, Eddie Irvine und Berger begnügen. Der vierte Saisonsieg ermöglicht es Villeneuve zudem den Kampf um den Weltmeistertitel offen zu halten, auch wenn seine Hoffnungen auf einen Sieg minimal waren: Mit einem Rückstand von neun Punkten in der Gesamtwertung müsste der Kanadier beim Rennen in Japan gewinnen, während Hill ausscheiden oder keine Punkte mehr holen dürfte. 

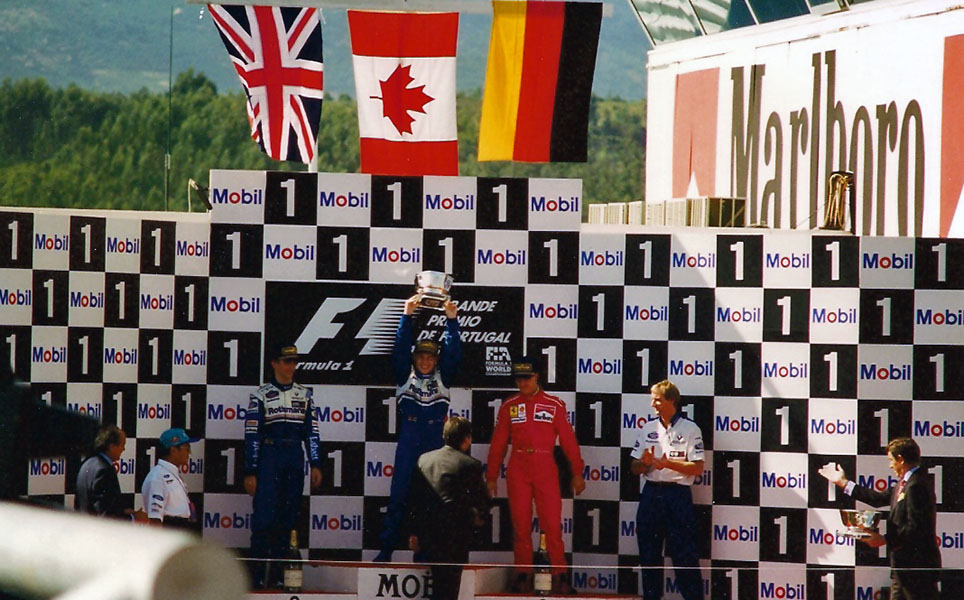
Die Siegerehrung mit Villeneuve, Hill und Schumacher

Villeneuve sicherte sich mit 1:22,873 Minuten die schnellste Rennrunde.
Sowohl in der Fahrer- als auch in der Konstrukteurswertung blieben die ersten drei Positionen unverändert.

## Meldeliste
| Team                        | Nr. | Fahrer                | Chassis        | Motor                 | Reifen |
| --------------------------- | --- | --------------------- | -------------- | --------------------- | ------ |
| Scuderia Ferrari SpA        | 01  | Michael Schumacher    | Ferrari F310   | Ferrari 3.0 V10       | G      |
| Scuderia Ferrari SpA        | 02  | Eddie Irvine          | Ferrari F310   | Ferrari 3.0 V10       | G      |
| Mild Seven Benetton Renault | 03  | Jean Alesi            | Benetton B196  | Renault 3.0 V10       | G      |
| Mild Seven Benetton Renault | 04  | Gerhard Berger        | Benetton B196  | Renault 3.0 V10       | G      |
| Rothmans Williams Renault   | 05  | Damon Hill            | Williams FW18  | Renault 3.0 V10       | G      |
| Rothmans Williams Renault   | 06  | Jacques Villeneuve    | Williams FW18  | Renault 3.0 V10       | G      |
| Marlboro McLaren Mercedes   | 07  | Mika Häkkinen         | McLaren MP4/11 | Mercedes-Benz 3.0 V10 | G      |
| Marlboro McLaren Mercedes   | 08  | David Coulthard       | McLaren MP4/11 | Mercedes-Benz 3.0 V10 | G      |
| Ligier Gauloises Blondes    | 09  | Olivier Panis         | Ligier JS43    | Mugen-Honda 3.0 V10   | G      |
| Ligier Gauloises Blondes    | 10  | Pedro Diniz           | Ligier JS43    | Mugen-Honda 3.0 V10   | G      |
| B&H Total Jordan Peugeot    | 11  | Rubens Barrichello    | Jordan 196     | Peugeot 3.0 V10       | G      |
| B&H Total Jordan Peugeot    | 12  | Martin Brundle        | Jordan 196     | Peugeot 3.0 V10       | G      |
| Red Bull Sauber Ford        | 14  | Johnny Herbert        | Sauber C15     | Ford Zetec-R 3.0 V10  | G      |
| Red Bull Sauber Ford        | 15  | Heinz-Harald Frentzen | Sauber C15     | Ford Zetec-R 3.0 V10  | G      |
| Footwork Hart               | 16  | Ricardo Rosset        | Footwork FA17  | Hart 3.0 V8           | G      |
| Footwork Hart               | 17  | Jos Verstappen        | Footwork FA17  | Hart 3.0 V8           | G      |
| Tyrrell Yamaha              | 18  | Ukyo Katayama         | Tyrrell 024    | Yamaha 3.0 V10        | G      |
| Tyrrell Yamaha              | 19  | Mika Salo             | Tyrrell 024    | Yamaha 3.0 V10        | G      |
| Minardi Team                | 20  | Pedro Lamy            | Minardi M195B  | Ford EDM 3.0 V8       | G      |
| Minardi Team                | 21  | Giovanni Lavaggi      | Minardi M195B  | Ford EDM 3.0 V8       | G      |

## Klassifikationen

### Qualifying
| Pos.                                                                       | Fahrer                | Konstrukteur       | Zeit     | Start |
| -------------------------------------------------------------------------- | --------------------- | ------------------ | -------- | ----- |
| 01                                                                         | Damon Hill            | Williams-Renault   | 1:20,330 | 01    |
| 02                                                                         | Jacques Villeneuve    | Williams-Renault   | 1:20,339 | 02    |
| 03                                                                         | Jean Alesi            | Benetton Renault   | 1:21,088 | 03    |
| 04                                                                         | Michael Schumacher    | Ferrari            | 1:21,236 | 04    |
| 05                                                                         | Gerhard Berger        | Benetton Renault   | 1:21,293 | 05    |
| 06                                                                         | Eddie Irvine          | Ferrari            | 1:21,362 | 06    |
| 07                                                                         | Mika Häkkinen         | McLaren-Mercedes   | 1:21,640 | 07    |
| 08                                                                         | David Coulthard       | McLaren-Mercedes   | 1:22,066 | 08    |
| 09                                                                         | Rubens Barrichello    | Jordan-Peugeot     | 1:22,205 | 09    |
| 10                                                                         | Martin Brundle        | Jordan-Peugeot     | 1:22,324 | 10    |
| 11                                                                         | Heinz-Harald Frentzen | Sauber-Ford        | 1:22,325 | 11    |
| 12                                                                         | Johnny Herbert        | Sauber-Ford        | 1:22,655 | 12    |
| 13                                                                         | Mika Salo             | Tyrrell-Yamaha     | 1:22,765 | 13    |
| 14                                                                         | Ukyō Katayama         | Tyrrell-Yamaha     | 1:23,013 | 14    |
| 15                                                                         | Olivier Panis         | Ligier-Mugen-Honda | 1:23,055 | 15    |
| 16                                                                         | Jos Verstappen        | Footwork-Hart      | 1:23,531 | 16    |
| 17                                                                         | Ricardo Rosset        | Footwork-Hart      | 1:24,230 | 17    |
| 18                                                                         | Pedro Diniz           | Ligier-Mugen-Honda | 1:24,293 | 18    |
| 19                                                                         | Pedro Lamy            | Minardi-Ford       | 1:24,510 | 19    |
| 20                                                                         | Giovanni Lavaggi      | Minardi-Ford       | 1:25,612 | 20    |
| 107-Prozent-Zeit: 1:25,953 min (bezogen auf die Bestzeit von 1:20,330 min) |                       |                    |          |       |

### Rennen
| Pos. | Fahrer                | Konstrukteur       | Runden | Stopps | Zeit        | Start | Schnellste Runde |
| ---- | --------------------- | ------------------ | ------ | ------ | ----------- | ----- | ---------------- |
| 01   | Jacques Villeneuve    | Williams-Renault   | 70     | 3      | 1:40:22,915 | 02    | 1:22,873 (37.)   |
| 02   | Damon Hill            | Williams-Renault   | 70     | 3      | + 19,966    | 01    | 1:23,762 (37.)   |
| 03   | Michael Schumacher    | Ferrari            | 70     | 3      | + 53,765    | 04    | 1:24,059 (38.)   |
| 04   | Jean Alesi            | Benetton Renault   | 70     | 2      | + 55,109    | 03    | 1:24,331 (05.)   |
| 05   | Eddie Irvine          | Ferrari            | 70     | 2      | + 1:27,389  | 06    | 1:25,206 (25.)   |
| 06   | Gerhard Berger        | Benetton Renault   | 70     | 2      | + 1:33,141  | 05    | 1:24,647 (47.)   |
| 07   | Heinz-Harald Frentzen | Sauber-Ford        | 69     | 2      | + 1 Runde   | 11    | 1:24,869 (24.)   |
| 08   | Johnny Herbert        | Sauber-Ford        | 69     | 3      | + 1 Runde   | 12    | 1:25,786 (18.)   |
| 09   | Martin Brundle        | Jordan-Peugeot     | 69     | 2      | + 1 Runde   | 10    | 1:25,028 (36.)   |
| 10   | Olivier Panis         | Ligier-Mugen-Honda | 69     | 3      | + 1 Runde   | 15    | 1:25,008 (58.)   |
| 11   | Mika Salo             | Tyrrell-Yamaha     | 69     | 2      | + 1 Runde   | 13    | 1:26,199 (06.)   |
| 12   | Ukyō Katayama         | Tyrrell-Yamaha     | 68     | 2      | + 2 Runden  | 14    | 1:26,447 (44.)   |
| 13   | David Coulthard       | McLaren-Mercedes   | 68     | 5      | + 2 Runden  | 08    | 1:25,362 (49.)   |
| 14   | Ricardo Rosset        | Footwork-Hart      | 67     | 2      | + 3 Runden  | 17    | 1:26,863 (03.)   |
| 15   | Giovanni Lavaggi      | Minardi-Ford       | 65     | 2      | + 5 Runden  | 20    | 1:28,911 (02.)   |
| 16   | Pedro Lamy            | Minardi-Ford       | 65     | 2      | + 5 Runden  | 19    | 1:27,754 (48.)   |
| –    | Mika Häkkinen         | McLaren-Mercedes   | 52     | 3      | DNF         | 07    | 1:24,747 (24.)   |
| –    | Jos Verstappen        | Footwork-Hart      | 47     | 2      | DNF         | 16    | 1:25,913 (36.)   |
| –    | Pedro Diniz           | Ligier-Mugen-Honda | 46     | 2      | DNF         | 18    | 1:25,791 (43.)   |
| –    | Rubens Barrichello    | Jordan-Peugeot     | 41     | 2      | DNF         | 09    | 1:24,954 (18.)   |

## WM Stände nach dem Rennen
Die ersten sechs des Rennens bekamen 10, 6, 4, 3, 2 bzw. 1 Punkt(e).

### Fahrerwertung
| Pos. | Fahrer                | Konstrukteur       | Punkte |
| ---- | --------------------- | ------------------ | ------ |
| 01   | Damon Hill            | Williams-Renault   | 87     |
| 02   | Jacques Villeneuve    | Williams-Renault   | 78     |
| 03   | Michael Schumacher    | Ferrari            | 53     |
| 04   | Jean Alesi            | Benetton-Renault   | 47     |
| 05   | Mika Häkkinen         | McLaren-Mercedes   | 27     |
| 06   | David Coulthard       | McLaren-Mercedes   | 18     |
| 07   | Gerhard Berger        | Benetton-Renault   | 18     |
| 08   | Rubens Barrichello    | Jordan-Peugeot     | 14     |
| 09   | Olivier Panis         | Ligier-Mugen-Honda | 13     |
| 10   | Eddie Irvine          | Ferrari            | 11     |
| 11   | Heinz-Harald Frentzen | Sauber-Ford        | 6      |
| 12   | Martin Brundle        | Jordan-Peugeot     | 6      |

| Pos. | Fahrer               | Konstrukteur       | Punkte |
| ---- | -------------------- | ------------------ | ------ |
| 13   | Mika Salo            | Tyrrell-Yamaha     | 5      |
| 14   | Johnny Herbert       | Sauber-Ford        | 4      |
| 15   | Pedro Diniz          | Ligier-Mugen-Honda | 2      |
| 16   | Jos Verstappen       | Footwork-Hart      | 1      |
| 17   | Ukyō Katayama        | Tyrrell-Yamaha     | 0      |
| 18   | Ricardo Rosset       | Footwork-Hart      | 0      |
| 19   | Giancarlo Fisichella | Minardi-Ford       | 0      |
| 20   | Pedro Lamy           | Minardi-Ford       | 0      |
| 21   | Luca Badoer          | Forti-Ford         | 0      |
| 22   | Giovanni Lavaggi     | Minardi-Ford       | 0      |
| 23   | Andrea Montermini    | Forti-Ford         | 0      |
| –    | Tarso Marques        | Minardi-Ford       | 0      |

### Konstrukteurswertung
| Pos. | Konstrukteur       | Punkte |
| ---- | ------------------ | ------ |
| 01   | Williams-Renault   | 165    |
| 02   | Benetton-Renault   | 65     |
| 03   | Ferrari            | 64     |
| 04   | McLaren-Mercedes   | 45     |
| 05   | Jordan-Peugeot     | 20     |
| 06   | Ligier-Mugen-Honda | 15     |

| Pos. | Konstrukteur   | Punkte |
| ---- | -------------- | ------ |
| 07   | Sauber-Ford    | 10     |
| 08   | Tyrrell-Yamaha | 5      |
| 09   | Footwork-Hart  | 1      |
| 10   | Minardi-Ford   | 0      |
| 11   | Forti-Ford     | 0      |